# Batna (ciutat d'Algèria)
Batna és una ciutat d'Algèria, capital de la província homònima. El 2008 tenia 290.645 habitants.

## Personatges il·lustres
- Liamine Zéroual, sisè president d'Algèria[2]
- Leila Ameddah, artista
- Rachid Mouffouk, artista